# عسل (فیلم ۱۹۸۱)
عسل (ایتالیایی: Miele di donna) فیلمی در سبک درام به کارگردانی  جانفرانکو آنجلوچی  است. از بازیگران آن می‌توان به کلیو گلدسمیت، کاترین اسپاک، فرناندو ری، و نیه‌بس ناوارو اشاره کرد.